# Friedrich Bopp (Revolutionär)
Friedrich Wilhelm Ferdinand Bopp (* 19. Januar 1825 in Darmstadt; † 12. November 1849 in Rastatt) war ein deutscher Chemiker, Politiker und Demokrat. Bopp gehörte zu den hessischen Revolutionären, die 1848 die Frankfurter Barrikadenkämpfe unterstützten und 1849 an der Badischen Revolution teilnahmen.

## Leben
Bopp war der Sohn von Johann Philipp Bopp (* 6. Dezember 1790 in Darmstadt; † 28. November 1862 in Darmstadt), der als Advokat am Hofgericht zu Darmstadt arbeitete. Seine Mutter Julie, genannt Lili (* 14. November 1799 in Darmstadt; † 10. Februar 1838 in Darmstadt), war eine Tochter von Ferdinand Volhard, der ebenfalls als Hofgerichtsadvokat in Darmstadt tätig war. Beide heirateten am 20. März 1824 in Darmstadt. Sein jüngerer Bruder Heinrich Bopp wurde später Direktor der Darmstädter Bank.
Bopp besuchte das Gymnasium und absolvierte zunächst eine Ausbildung zum Apotheker. 1844 begann er an der Universität Gießen ein Chemiestudium bei Justus von Liebig, dessen Familie mit seiner Mutter verwandt war. Er wurde Privatassistent von Liebig und konnte in dessen chemischen Laboratorium in Gießen arbeiten. Während dieser Zeit veröffentlichte Bopp erste kleine Aufsätze in Justus Liebigs Annalen der Chemie.
1848 wurde Bopp Präsident des Märzvereins in Gießen und war Abgeordneter beim 1. Kongress der Demokraten Deutschlands in Frankfurt am Main. Auf dem Kongress sämtlicher demokratischer Vereine Oberhessens, der am 2. und 3. September 1848 in Gießen stattfand, übernahm er das Amt des Schriftführers und war Mitglied des Präsidiums. Mitte September 1848 organisierte er einen Zuzug aus Gießen, an dem er selbst teilnahm, zur Unterstützung der Septemberrevolution in Frankfurt am Main. Der Trupp kehrte aber nach Gießen zurück, nachdem man die Nachricht erhalten hatte, das die Aufstände dort niedergeschlagen wurden. Trotzdem wurde Bopp im Anschluss wegen Hochverrats verhaftete und konnte erst nach Zahlung einer Kaution das Gießener Gefängnis verlassen.
Im Mai 1849 marschierte Bopp mit den Hanauer Turnern in das Großherzogtum Baden, wurde aber mit den aufständischen badischen und fremden Truppen in der Festung Rastatt von Bundestruppen eingeschlossen und schließlich bei Gernsbach gefangen genommen. Er wurde in den Kasematten der Festung Rastatt inhaftiert und starb dort nach einem gescheiterten Fluchtversuch an einem Nervenfieber am 12. November 1849 im Alter von 24 Jahren. Sein Vater war nach seiner Inhaftierung in das Lazarett nach Rastatt geeilt und pflegte seinen Sohn bis zu seinem Tod.